# Митчелл, Джоан
Джоан Митчелл (англ. Joan Mitchell; 1926, Чикаго — 1992, Париж) — американская художница, работавшая в стиле абстрактного экспрессионизма.

## Жизнь и творчество
Уже в юности будущая художница изучала европейскую живопись при Институте искусств в Чикаго. В 1947 году она переезжает в Нью-Йорк. На годы 1948/1949 Джоан Митчелл там получает стипендию для поездки в Европу, позволившую ей совершенствовать своё художественное мастерство в Париже и на юге Франции. После возвращения в Нью-Йорк она становится — наряду с Ли Краснер, Элайн де Кунинг и Элен Франкенталер — одной из немногих женщин-художниц, членов «Клуба 8-й Стрит». Вместе с остальными Джоан Митчелл принимает участие в различных художественных выставках, таких, как организованное Лео Кастелли «Шоу 9-й Стрит» (Ninth Street Shaw).
В конце 50-х годов XX столетия к художнице приходит признание. В 1957 году в журнале «Новости искусства» (ArtNews) публикуется объёмная статья о творчестве Дж. Митчелл. В 1958 году Митчелл со своей картиной «Чистота»(Hemlock) принимает участие в организованной нью-йоркским музеем Уитни выставке «Природа в абстракции: Отношение абстрактной живописи и скульптуры к природе в американском искусстве XX столетия». После закрытия выставки музей приобретает эту картину.
В отличие от большинства американских художников, пишущих в стиле абстрактного экспрессионизма, Джоан Митчелл никогда не ставила каких-либо граней между своим искусством (и абстрактным экспрессионизмом вообще), и европейским искусством. В период между 1955 и 1959 годами художница живёт и работает попеременно в США и Париже. В 1959 году она окончательно переезжает во Францию, причём все её последующие картины создавались только в этой стране — несмотря на многочисленные поездки в Америку. В том же году Дж. Митчелл принимает участие в международной выставке современного искусства документа-2 в Касселе, на которой было закреплено признание абстрактного экспрессионизма как одного из ведущих современных художественных направлений и было положено начало доминированию американской художественной школы в 60-е годы XX века в западной живописи.
Джоан Митчелл с юмором относилась к возникновению во 2-й половине XX века множества новых художественных стилей. В 70-е годы она с иронией говорила: «Поп-арт, Оп-арт, Флоп-арт, Слоп-арт…Я попадаю в две последние категории».